# 豊橋市立前芝小学校
豊橋市立前芝小学校（とよはししりつ まえしばしょうがっこう）は、愛知県豊橋市前芝町にある公立小学校。

## 概要
- 梅薮西町、前芝町、梅薮町、日色野町、西浜町などが校区であり、公立中学校の進学先は豊橋市立前芝中学校である。
- 豊橋市立前芝中学校と小中一貫教育を行っており、小中一貫校「前芝学校」とも称する場合もある。
- 旧・宝飯郡前芝村の小学校であった。
- 校内にある二宮金次郎像（セメント像）は、1924年（大正13年）1月26日、皇太子（後の昭和天皇）御成婚記念として建てられたもので、学校に建てられた二宮金次郎像として日本最古である。二宮金次郎像でよくみかける薪を背負ったまま本を読んで歩く姿では無く、左肩に魚籠を背負い、右手に本を持った姿である[1]。

## 沿革
前芝小学校のHPの学校の歴史は1892年（明治25年）からの記載である。1973年に開校100周年を迎えていることから、ここでは1873年創立として記述する。
- 1873年（明治6年） - 前芝村に前芝学校として開校。
- 1877年（明治10年） - 第10中学区第115番小学前芝学校に改称する。
- 1878年（明治11年） - 前芝村、青木新田、山内新田が合併し、前芝村が発足する。
- 1887年（明治20年） - 尋常小学前芝学校に改称する。
- 1889年（明治22年）10月1日 - 前芝村、梅藪村、日色野村が合併し、前芝村が発足する。
- 1892年（明治25年）10月1日 - 前芝尋常小学校に改称する。
- 1895年（明治28年）12月 - 前芝村字西2番地から前芝村字稲場1番地に移転する。
- 1927年（昭和2年）4月 - 前芝村字塩見塚に校舎を新築し移転する。
- 1941年（昭和16年）4月1日 - 前芝国民学校に改称する。
- 1947年（昭和22年）4月1日 - 前芝村立前芝小学校に改称する。
- 1955年（昭和30年）3月1日 - 前芝村が豊橋市に編入される。同時に豊橋市立前芝小学校に改称する。
- 2016年（平成28年） - 小中一貫校前芝学校が開校する。

## 交通アクセス
- JR東海飯田線西小坂井駅下車、徒歩約30分。
- しおかぜバス「かずクリニック前」バス停より徒歩約5分。

## 周辺施設
- 豊橋市立前芝中学校　※隣接